# Karsan Jest
Le Karsan Jest est une gamme de minibus à plancher bas. Construit par Karsan, ce véhicule est commercialisé en France à partir de 2016 dans sa version thermique, et 2019 dans sa version électrique.

## Caractéristiques

### Dimensions
|                                   | Jest                | Jest Electric       |
| --------------------------------- | ------------------- | ------------------- |
| Longueur                          | 5 845 mm            | 5 845 mm            |
| Largeur (sans rétroviseurs)       | 2 055 mm            | 2 055 mm            |
| Hauteur (sans climatisation)      | 2 630 mm            | 2 800 mm            |
| Empattement                       | 3 750 mm            | 3 750 mm            |
| Porte-à-faux AV / AR              | 1 200 mm / 0 895 mm | 1 200 mm / 0 895 mm |
| Rayon de braquage                 | 6 800 mm            | 6 800 mm            |
| Angle d’attaque / Fuite           |                     |                     |
| Masse à vide                      |                     |                     |
| P.T.A.C.                          |                     |                     |
| Capacité : assis + debout = maxi* | 22 passagers        | 22 passagers        |
| Portes                            | 1                   | 1                   |
| Hauteur du plancher               |                     |                     |

* = variable selon l'aménagement intérieur.

### Motorisations

#### Diesel
| Modèle | Construction | Moteur + Nom | Norme Euro | Cylindrée | Performance | Couple | Vitesse maxi | Consommation + CO² |
| ------ | ------------ | ------------ | ---------- | --------- | ----------- | ------ | ------------ | ------------------ |
| Jest   | 2016 - 2023  |              | Euro 6     |           |             |        |              |                    |

#### Électrique
La version électrique est différentiable de la version diesel grâce à sa hauteur et son rangement d'appareils électriques sur son toit.
| Modèle | Construction | Moteur + Nom | Norme Euro | Cylindrée | Performance | Couple | Vitesse maxi | Consommation + CO² |
| ------ | ------------ | ------------ | ---------- | --------- | ----------- | ------ | ------------ | ------------------ |
| e-Jest | depuis 2019  |              |            |           |             |        |              |                    |